# Alice Tamborindeguy
Alice Maria Saldanha Tamborindeguy (Rio de Janeiro, 2 de junho de 1960), é uma advogada e política brasileira. Formada pela Universidade Candido Mendes, exerceu seis mandatos como deputada estadual na Assembleia Legislativa do Rio de Janeiro (ALERJ).
Seus principais redutos eleitorais se concentram nas cidades de São Gonçalo e Rio de Janeiro.[carece de fontes?]

## Biografia
Alice Maria Saldanha Tamborindeguy construiu uma trajetória sólida na política fluminense, marcada por seis mandatos consecutivos como deputada estadual na Assembleia Legislativa do Rio de Janeiro (Alerj). Formada em Direito pela Universidade Candido Mendes, a advogada iniciou sua vida pública no PDT, partido fundado por Leonel Brizola, e ao longo dos anos transitou por diferentes siglas, ocupando funções de destaque e participando ativamente da elaboração de políticas públicas.
Durante sua passagem pela Alerj, integrou a Mesa Diretora como terceira vice-presidente, além de ter exercido tanto a liderança quanto a vice-liderança do PSDB. Sua atuação também se estendeu a diversas comissões parlamentares, sempre voltada à criação de leis com foco na melhoria da qualidade de vida da população.
Alice disputou a prefeitura de São Gonçalo e, mesmo sem ser eleita, manteve vínculos com o município. Assumiu a Secretaria Municipal de Cultura e presidiu a Fundação de Assistência à Saúde dos Servidores de São Gonçalo (FUNASG), reforçando seu compromisso com a gestão pública e com as causas sociais.
Atualmente filiada ao Partido Progressista (PP), Alice é mãe de Nicole, avó de Ava, irmã da  Narcisa Tamborindeguy e casada com o médico Dr. Francisco Barreira. Sua trajetória combina experiência política, envolvimento familiar e atuação nas áreas de saúde e cultura.
Foi autora de várias leis, dentre elas:
Lei Nº 2899/1998: Cria Centros de Referências da mulher, visando o apoio à muher vítima
de qualquer tipo de violência, com atendimento social, psicológico, médico e jurídico,
zelando pelo aprofundamento de sua condição humana e possibilidade de mudança.
Lei nº 5458/2009: Altera a Lei nº 4642, de 17 de novembro de 2005: Proíbe a veiculação,
exposição e venda de postais turísticos que usem fotos de mulheres, em trajes sumários,
que não mantenham relação ou não estejam inseridas na imagem original dos cartões-
postais.
Lei Nº 2986/1998: O Poder Executivo fica autorizado a estabelecer convênio entre a
Secretaria de Estado de Segurança Pública e os órgãos e entidades que desenvolvem
atividades na área da psicologia, visando à assistência psicológica dos integrantes do
aparelho policial do Estado.
Lei nº 4784/2006: Altera a Lei nº 2.651, de 05 de dezembro de 1996: Estabelece que as
escolas públicas e particulares da rede estadual de ensino do Estado do Rio de Janeiro.
Promoverão cerimônias cívicas nas manhãs e tardes de segundas e sextas-feiras, que
incluirão obrigatoriamente a execução vocal do Hino Nacional brasileiro e o hasteamento

das Bandeiras Nacional, do Estado e do Município, por alunos e professores.